# Caëstre
Caëstre (flämisch: Kaaster – im Westflämischen auch Kaester, Aussprache [kastʁ]) ist eine französische Gemeinde im Département Nord in der Region Hauts-de-France im historischen westflämischen Sprachgebiet Französisch-Flanderns. Caëstre hat 1.979 Einwohner (Stand: 1. Januar 2022), die Caëstrois und Caëstroises genannt werden. Sie gehört zum Arrondissement Dunkerque und ist Mitglied im Gemeindeverband Cœur de Flandre Agglo.

## Geografie

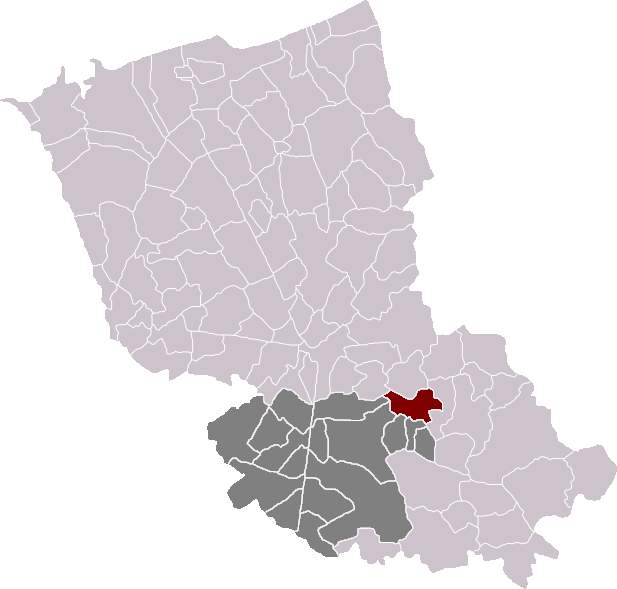
Lage von Caëstre im Arrondissement Dunkerque

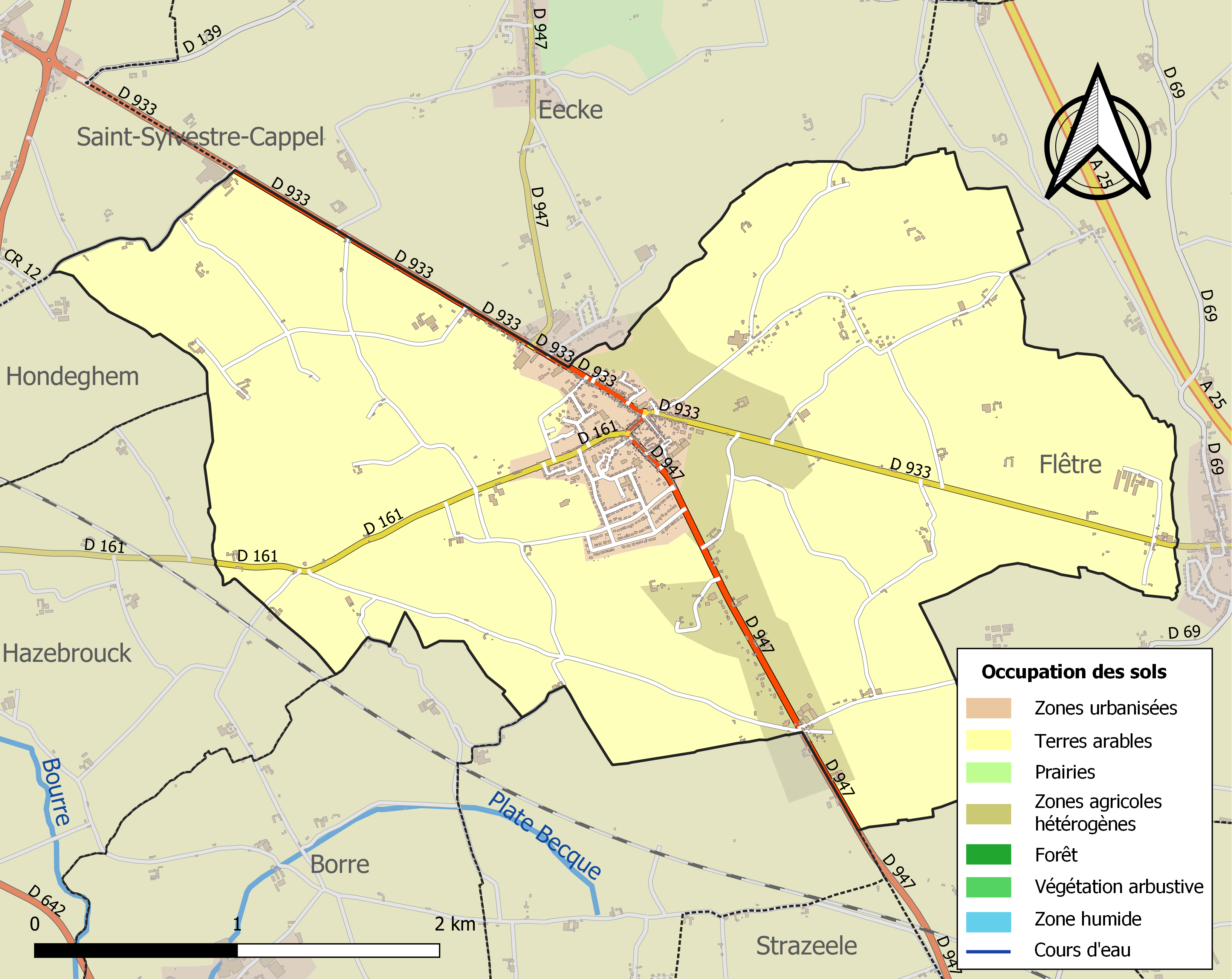
Bodennutzung und Infrastruktur der Gemeinde (2018)

Caëstre liegt in Französisch-Flandern, etwa 35 Kilometer südsüdöstlich von Dünkirchen und etwa acht Kilometer südwestlich der Grenze zu Belgien. Die Gemeinde befindet sich in der Région naturelle Houtland. Sie wird entwässert von der Hondsteen Becque, der Foene Becque (auch Ruisseau du Galge genannt), den zeitweise trockenfallenden Flüsschen Saint-Gilles und Flêtre, der Becque de Flêtre und verschiedenen kleineren Bächen. Das Zentrum liegt auf einer Höhe von etwa 35 m. Das Gelände flacht nach Südwesten auf eine Höhe von etwa 25 m ab, steigt aber im Nordosten und Süden jeweils auf über 60 m an.
Etwa 95 % der Fläche der Gemeinde werden landwirtschaftlich genutzt, etwa 5 % entfallen auf bebaute Flächen (Stand: 2018).
Umgeben wird Caëstre von den Nachbargemeinden Eecke im Norden, Flêtre im Osten, Pradelles und Borre im Süden, Hazebrouck im Südwesten, Hondeghem im Westen sowie Saint-Sylvestre-Cappel im Nordwesten.

## Bevölkerungsentwicklung
| Jahr                       | 1962 | 1968 | 1975 | 1982 | 1990 | 1999 | 2006 | 2013 | 2020 |
| Einwohner                  | 1114 | 1164 | 1191 | 1340 | 1597 | 1677 | 1670 | 1909 | 2034 |
| Quellen: Cassini und INSEE |      |      |      |      |      |      |      |      |      |

## Sehenswürdigkeiten
- Kirche Saint-Omer. Sie birgt zahlreiche Ausstattungsgegenstände, die in der Base Palissy gelistet sind, darunter eine große Anzahl, die als Monument historique der beweglichen Objekte klassifiziert sind.
- Kapelle Notre-Dame-de-Grâce-et-des-Trois-Vierges

Die Legende besagt, dass drei fromme junge Mädchen, Töchter des Königs von Wessex regierte, ein Gelübde ablegten, eine Pilgerreise zum Grab der Apostel Petrus und Paulus zu unternehmen. Um ihr Vorhaben umzusetzen, verließen sie ihr Königreich und überquerten den Ärmelkanal. Sie legten im Hafen von Mardyck (heute: Dünkirchen) an und nahmen dann die Römerstraße, die bereitsSteenstraete (die Steinstraße) hieß und über Cassel und Estaires nach Arras führte. Die Geschichte besagt, dass sie, als sie in einem Wald an der Stelle ankamen, an der sich heute Caëstre befindet, von Banditen brutal ermordet wurden. Zur gleichen Zeit sah nicht weit entfernt ein blinder Ritter, der Seigneur von Strazeele, die Jungfrau erscheinen. Sie riet ihm, zum Tatort zu gehen und seine Augenlider mit dem Blut der Märtyrerinnen einzureiben, um sein Augenlicht wiederzugewinnen. Der Ritter folgte seinem Rat, erlangte sein Augenlicht zurück und ließ aus Dankbarkeit an der Stelle ihres Todes eine Kapelle errichten. Dieser Ort wurde zu einem verehrten Ort und ab dem 9. Jahrhundert wurde eine jährliche Wallfahrt zu Ehren Notre-Dame-de-Grâce (deutsch Unserer Lieben Frau der Gnade) organisiert.
- Drei Militärfriedhöfe
- Ehemalige Mühle Saint-Joseph

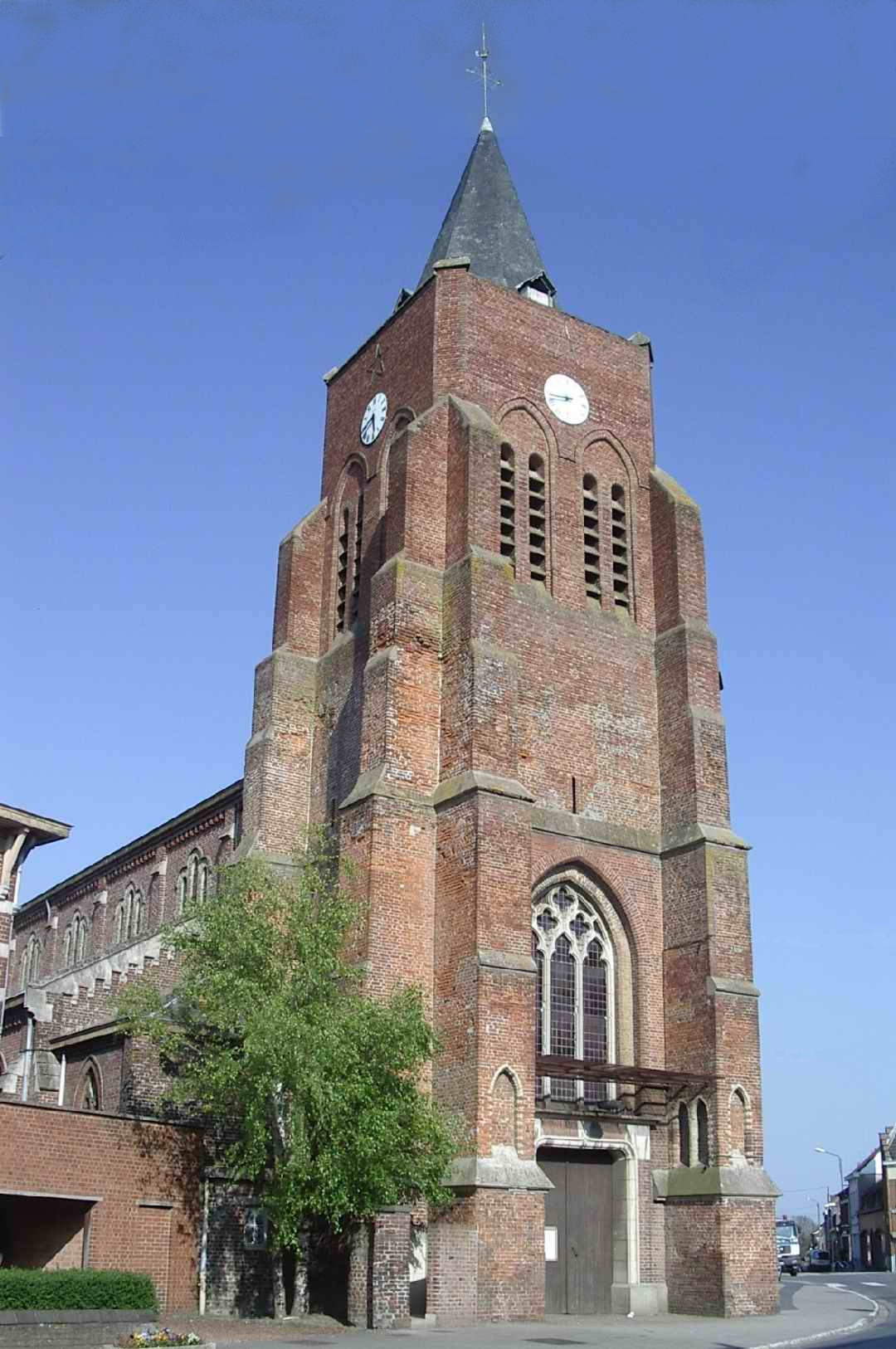
Kirche Saint-Omer
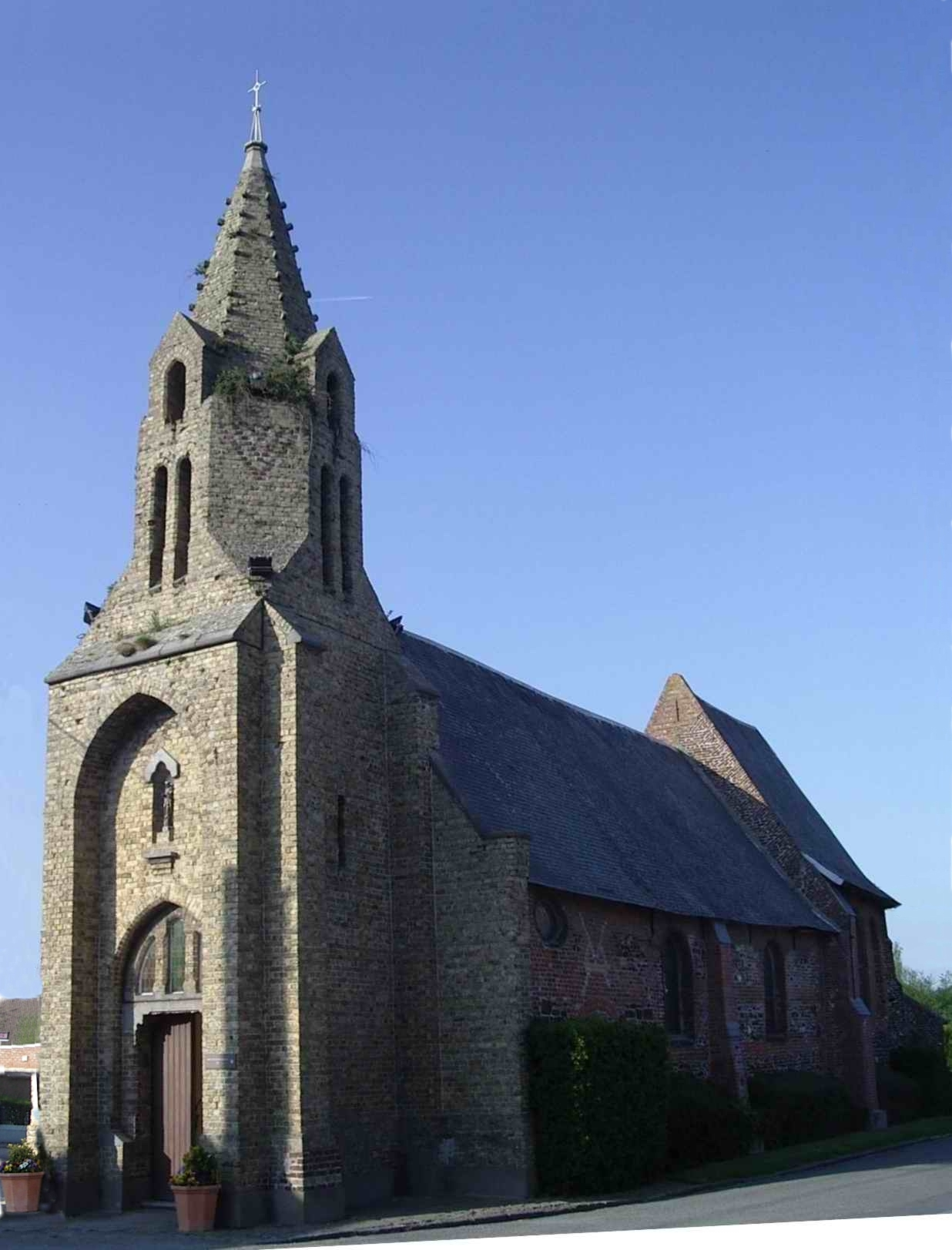
Kapelle Notre-Dame-de-Grâce-et-des-Trois-Vierges
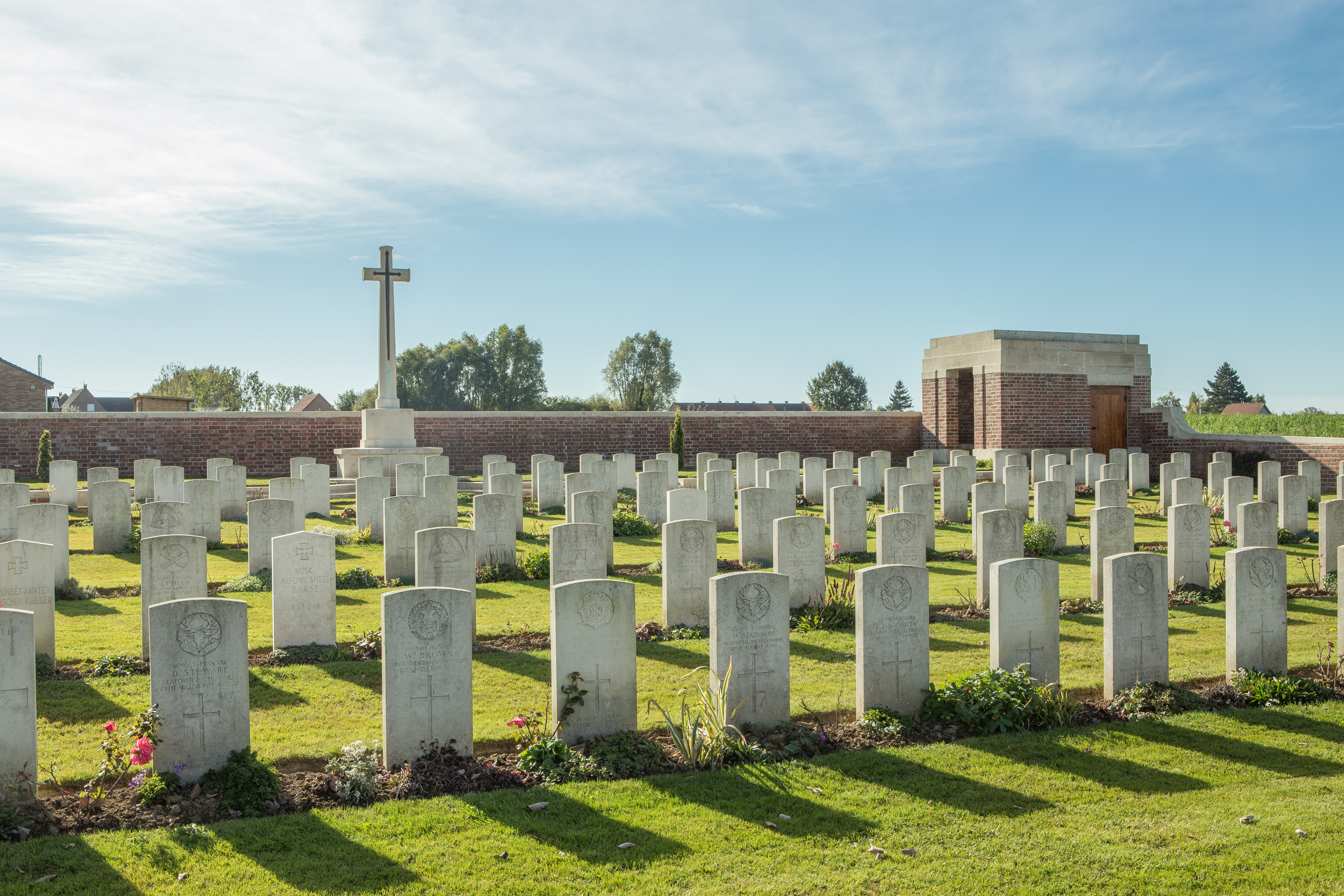
Militärfriedhof
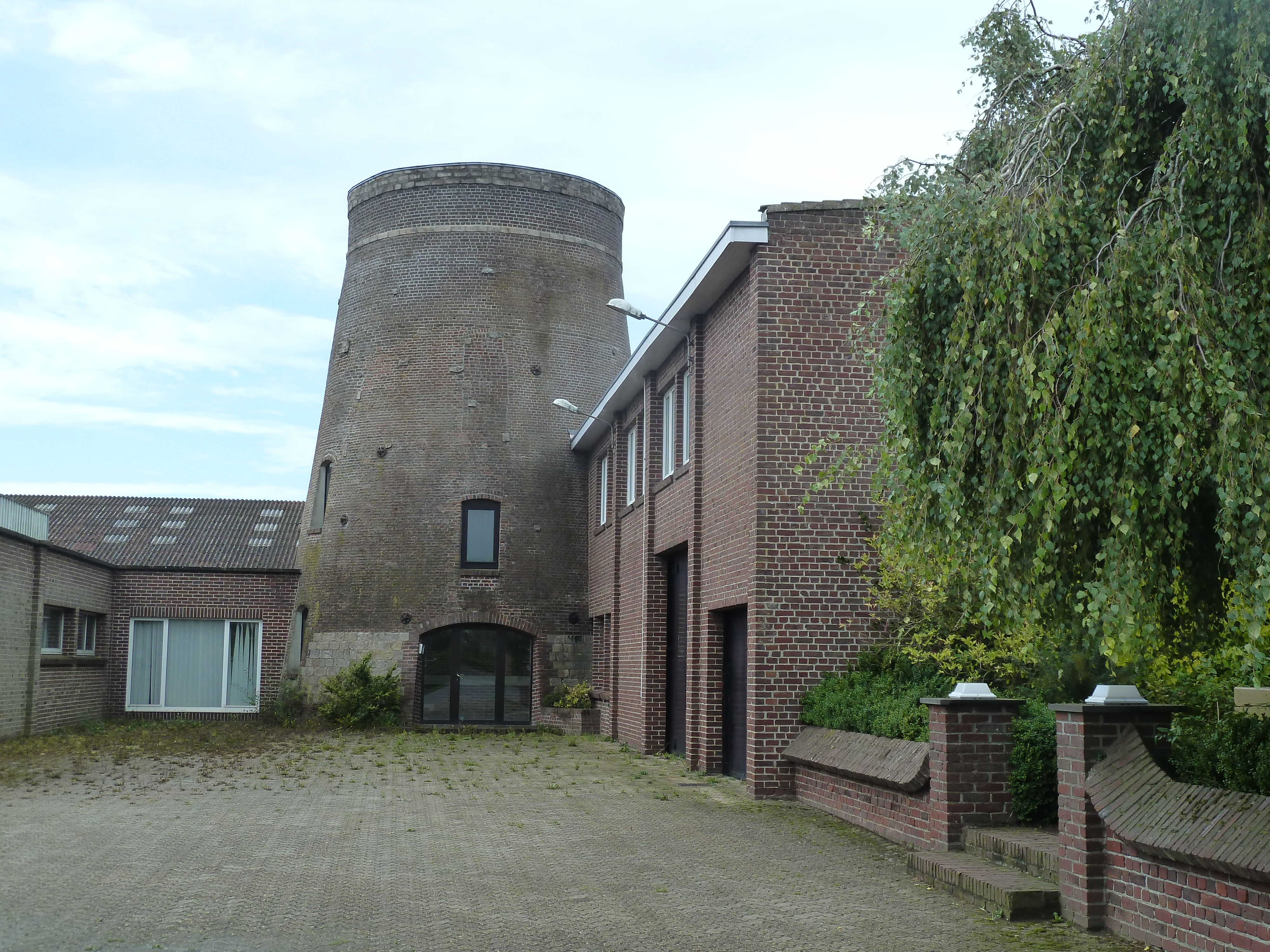
Ehemalige Mühle Saint-Joseph

## Verkehr
Die Departementsstraße D 933, die ehemalige Route nationale 42 von Boulogne-sur-Mer nach Lille, durchquert das Gemeindegebiet von Nordwest nach Südost. Die Departementsstraße D 947, die ehemalige Route nationale 347 von Lens nach Bray-Dunes, durchquert sie von Nord nach Süd. Die D 161 führt in westlicher Richtung nach Hondeghem. Busse zweier Linien der Transportgesellschaft Arc-en-Ciel des Départements Nord verbinden Caëstre mit Hazebrouck im Westen, Steenvoorde und Winnezeele im Norden, Boeschepe im Nordosten und Armentières über Bailleul im Südosten.